# Henry Petroski

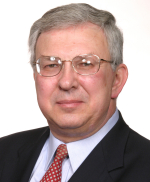
Henry Petroski

Henry Petroski (* 6. Februar 1942 in Brooklyn, New York City; † 14. Juni 2023 in Durham, North Carolina) war ein US-amerikanischer Bauingenieur und Technikhistoriker.

## Werdegang
Petroski studierte am Manhattan College mit dem Bachelor-Abschluss 1963 und erhielt 1964 den Master-Abschluss an der University of Illinois at Urbana-Champaign, an der er 1968 in Mechanik promovierte. Danach war er bis 1974 Assistant Professor an der University of Texas at Austin und ab 1975 am Argonne National Laboratory, wo er Versagen von Materialien und Strukturen untersuchte, bevor er 1980 Associate Professor und 1987 Professor an der Duke University wurde. Er war dort Aleksandar S. Vesic-Professor für Bauingenieurwesen und auch Professor für Geschichte. 1991 bis 2000 stand er der Fakultät für Bauingenieurwesen vor.
Petroski befasste sich mit Bruchmechanik und Analyse von Schadensfällen, Thema seines ersten Buches (To engineer is human). Er war Kolumnist für American Scientist und prism. Von ihm stammten eine Reihe von teilweise populärwissenschaftlichen Büchern über Industriedesign und Ingenieurwesen, zum Beispiel über die Geschichte des Bleistifts (1990) gefolgt von anderen Erfindungen wie Post it, Heftklammern, Reißverschluss in einem Folgebuch (The evolution of useful things, 1992). Dabei ging es ihm auch darum die Beiträge in der Öffentlichkeit sonst wenig bekannter Ingenieure deutlich zu machen. Er schrieb sowohl über Brückenbau (Engineers of dreams) und große Bauprojekte (Remaking the world) als auch über alltägliche kleine Erfindungen wie Bucheinbände und Zahnstocher.
2004 und 2008 wurde er für das Technical Review Board für nukleare Abfälle der USA ausgewählt.
2014 erhielt er den  John P. McGovern Award for Science. Er war Mitglied der National Academy of Engineering, der American Academy of Arts and Sciences, der American Academy of Mechanics und der American Philosophical Society und Fellow der American Society of Civil Engineers. Er war mehrfacher Ehrendoktor.
Er moderierte die BBC und PBS Serie To engineer is human.
Er war ab 1966 mit der Schriftstellerin Catherine Petroski (* 1939) verheiratet, mit der er einen Sohn und eine Tochter hatte. Sie lebten in Durham in North Carolina und hatten ein Haus an der Küste von Maine in Arrowsic, über dessen Geschichte Petroski ein Buch verfasste (The house with sixteen handmade doors).
Petroski starb am 14. Juni 2023 im Alter von 81 Jahren.

## Schriften
- To Engineer Is Human: the role of failure in successful design, New York, St. Martin's Press 1985, Vintage 1992
- Beyond Engineering: Essays and Other Attempts to Figure without Equation, 1986
- The Pencil: A History of Design and Circumstance, Knopf 1990
  - Deutsche Übersetzung: Der Bleistift. Geschichte eines Gebrauchsgegenstands, Birkhäuser 1995
- The Evolution of Useful Things, Knopf 1992
  - Deutsche Übersetzung:  Messer, Gabel, Reissverschluss : Die Evolution der Gebrauchsgegenstände, Birkhäuser 1994
- Design paradigms : case histories of error and judgment in engineering, Cambridge UP 1994
- Remaking the World: Adventures in Engineering, Vintage Books 1999[2]
- Engineers of Dreams:  Great Bridge Builders and the Spanning of America, Vintage 1996
- The Book on the Bookshelf, Vintage 2000
- Small things considered: why there is no perfect design, Vintage 2007
- Invention by design : how engineers get from thought to thing, Harvard UP 1996
- Paperboy: Confessions of a Future Engineer, Knopf 2002
- Pushing the Limits: New Adventures in Engineering, Vintage 2005
- Success through Failure: The Paradox of Design, Princeton UP 2006
- The Toothpick: Technology and Culture, Knopf 2007
- The essential engineer : why science alone will not solve our global problems, Knopf 2010
- An engineer's alphabet : gleanings from the softer side of a profession, Cambridge UP 2010
- To Forgive Design: Understanding Failure, Harvard UP 2012
- The House with Sixteen Handmade Doors: A Tale of Architectural Choice and Craftsmanship, Norton 2014
- The Road Taken: The History and Future of America's Infrastructure, Bloomsbury 2017